# Gjøa

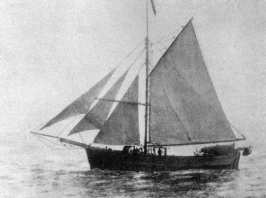
Le Gjøa

Le Gjøa est le premier navire à avoir franchi le passage du Nord-Ouest. Roald Amundsen et son équipage de six hommes réalisèrent cette expédition au cours d'un voyage de trois ans, entre 1903 et 1906.

## Origine du navire
À l'origine le Gjøa est un bateau de pêche de 21 m de long et de 47 tonneaux, gréé en sloop. Il est construit en 1872, l'année de naissance d'Amundsen, par Kurt Johannesson Skaale à Rosendal en Norvège. Il est utilisé pour la pêche au hareng, avant qu'Amundsen ne l'achète à Asbjørn de la ville d'Ullensvang pour son expédition sur l'océan Arctique. Ses faibles ressources de l'époque ne lui permettent pas d'acheter un navire plus grand, il dépensera alors une grande partie de son héritage. Le Gjøa est beaucoup plus petit que les autres navires utilisés pour des expéditions polaires, cependant Amundsen, contrairement à d'autres explorateurs, pense vivre des ressources de la terre et de l'océan au cours de son expédition. L'équipage est ainsi restreint ; il ne prend que six hommes avec lui. De plus, le faible tirant d'eau du Gjøa est un atout au cours de cette expédition en raison des zones de hauts-fonds rencontrées, atteignant parfois un mètre.

## Préparatifs
Amundsen ayant peu d'expérience des eaux arctiques, décide de faire une expédition d'entraînement avant d'aller vers les eaux glacées de l'extrême nord. Il engage un petit équipage et Hans Christian Johannsen, l'ancien capitaine du Gjøa. Ils quittent Tromsø en avril 1901. Les cinq mois suivants, ils chassent le phoque dans la mer de Barents. Après leur retour à Trømso en septembre de la même année, Amundsen se met à corriger les défauts du Gjøa qu'il avait noté pendant le voyage. Il fait installer un petit moteur de 13 ch, connecté à un treuil, pour la navigation dans les calmes et pour faciliter les manutentions,. Il améliore également sa coque, sachant qu'il passerait plusieurs hivers dans la glace.
Au printemps 1902, les travaux sont finis. Amundsen navigue sur le Gjøa jusqu'à Christiania (aujourd'hui Oslo), la capitale de la Norvège. Le pays fait alors partie d'une union (de plus en plus difficile) avec la Suède, et Amundsen espérait que le sentiment nationaliste s'emparant de ses compatriotes attirerait des personnes voulant sponsoriser son expédition. Il réussit après de longues tractations et un don de la part du roi Oscar II. Une fois rentré, il trouvera une Norvège indépendante et son équipage et lui seront proclamés héros nationaux.

## Expédition

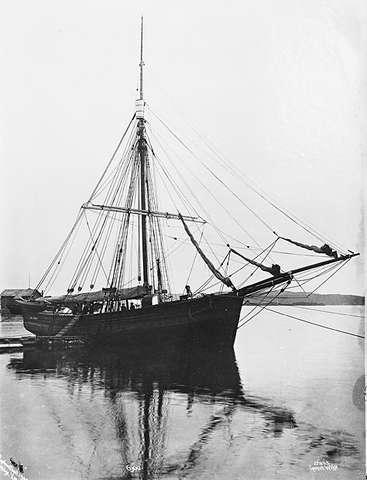
Gjøa le 22 avril 1903

Amundsen est le chef de l'expédition mais aussi le capitaine du Gjøa. Son équipage comprend Godfred Hansen (un lieutenant naval danois, le second), Helmer Hanssen (le second officier, pilote expérimenté des régions arctiques qui accompagnera Amundsen sur plusieurs de ses expéditions suivantes), Anton Lund (capitaine expérimenté dans la chasse aux phoques), Peder Ristvedt (ingénieur), Gustav Juel Wiik (le second ingénieur, canonnier dans la marine norvégienne), et Adolf Henrik Lindstrøm (le cuisinier).
Le Gjøa quitte l'Oslofjord le 16 juin 1903 et se dirige vers la mer du Labrador, à l'ouest du Groenland. De là, il croise la baie de Baffin et navigue vers les étroits détroits de l'archipel arctique canadien. Fin septembre, il se trouve à l'ouest de la péninsule Boothia et commence à rencontrer un temps dangereux et la glace. Amundsen navigue jusqu'à une baie sur la côte sud de l'île du Roi-Guillaume. Le 3 octobre, ils sont pris dans la glace.
Il y reste presque deux ans, son équipage faisant des voyages en traîneau pour prendre des mesures pour trouver l'emplacement exact du pôle Nord magnétique, et apprendre à survivre dans le froid comme les Inuits qu'ils rencontreront. La baie, appelée Uqsuqtuuq (« beaucoup de graisse ») en inuktitut, est devenue le seul établissement de l'île qui a pris le nom de Gjoa Haven (baie de Gjøa), elle a aujourd'hui un peu plus de 1 000 habitants.
Le Gjøa quitte Gjoa Haven le 13 août 1905 et franchit les détroits dangereux au sud de l'île Victoria puis fonce vers la mer de Beaufort. En octobre, il est à nouveau pris par les glaces, cette fois-ci près de l'île de Herschel dans le Yukon. Amundsen laisse son équipage à bord et passe la plus grande partie de l'hiver en skiant sur 500 km vers le sud jusqu'à Eagle (Alaska) afin d'envoyer des télégrammes informant du succès de l'expédition. Il retourne au navire en mars, mais le Gjøa reste pris dans la glace jusqu'au 11 juillet. Il arrive à Nome le 31 août 1906, puis à San Francisco (Californie) le 19 octobre.

## Navire-musée

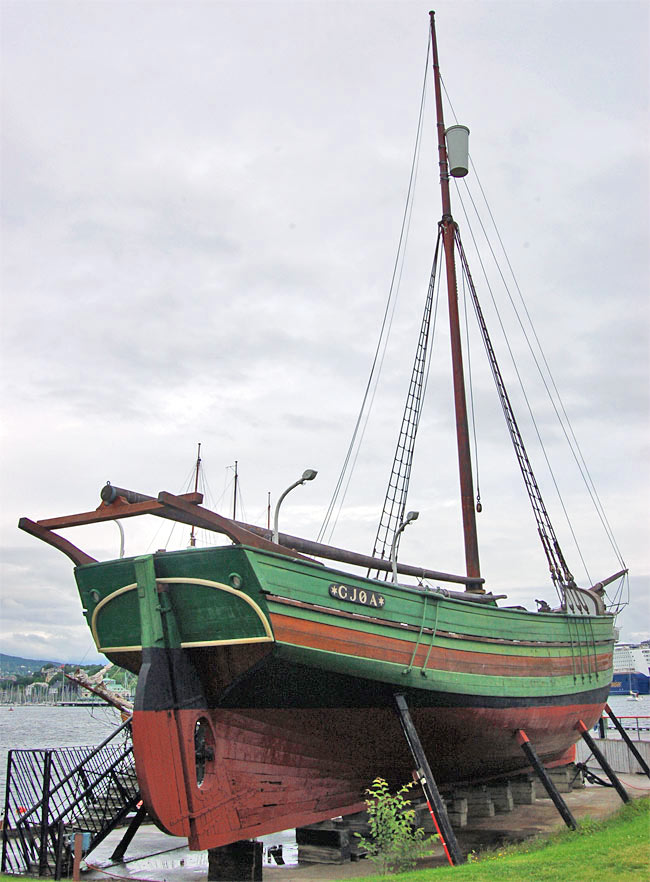
Le Gjøa au Fram Museum d'Oslo

Amundsen allait rentrer en Norvège (par la route du cap Horn), mais la communauté norvégienne aux États-Unis le convainc de leur vendre le Gjøa, qui est exhibé au Golden Gate Park. Amundsen sait que sa célébrité lui permettrait d'utiliser le Fram de Fridtjof Nansen, fait sur mesure pour les voyages dans la glace et propriété de l'État norvégien. Avec son équipage il retourne en Norvège en navire commercial ; seul Wiik ne rentrera pas, ayant péri d'une maladie pendant le troisième hiver arctique.
Au cours des décennies suivantes l'état du Gjøa empire, et en 1939 il est en piètre état. Sa remise à neuf est retardée par la Seconde Guerre mondiale ; les travaux ne commencent qu'en 1949. En 1972 le Gjøa est rendu à la Norvège. Aujourd'hui il peut être vu au Musée maritime norvégien à Bygdøy (Oslo). Une bauta (mémorial en forme de pilier) a été érigée à l'endroit où se situait autrefois le Gjøa à San Francisco.
Il a été utilisé en tant que lieu de tournage pour le documentaire de 2005 The Search for the Northwest Passage.

### Sources
- (en) Cet article est partiellement ou en totalité issu de l’article de Wikipédia en anglais intitulé « Gjøa » (voir la liste des auteurs).